# System Explorer
System Explorer — бесплатная утилита для операционных систем Microsoft Windows с закрытым исходным кодом, которая является альтернативой с более расширенными функциональными возможностями стандартному диспетчеру задач и служит для мониторинга и управления процессами.
Обеспечивает отслеживание всех задействованных процессов в системе, отображает детальную загрузку памяти и файла подкачки, работу процессора, драйверов, открытых соединений в сети. В утилиту встроена база данных для проверки конкретного файла на наличие вредоносного кода, позволяя отправлять на сервер отчёт (VirusTotal.com или Jotti.org), в том случае, если угроза будет обнаружена, а также протестировать файл онлайн. System Explorer позволяет пользователю закрыть любой процесс, а также группу связанных процессов, которые затормаживают работу системы или программы, просмотреть историю действий к любой программе, имеется поддержка работы с плагинами, интерфейс доступен на нескольких языках.
Весь интерфейс разделён на вкладки, каждая из которых относится к конкретным задачам. System Explorer позволяет управлять объектами автозапуска, просматривать и оперативно деинсталлировать установленные приложения, управлять службами Windows, отображает графики производительности системы, умеет настраивать модули и прочие дополнения веб-браузеров и значения в системном реестре, показывает детальную системную информацию о компьютере, создавать снимки всей системы для последующего сравнения, а также рассчитывать по времени, сколько потребляет системных ресурсов конкретный файл и многое другое.